# Кобилска планина
Кобилска планина е планина в Западна България, част от Милевско-Конявската планинска група, в историко-географската област Краище, в Област Кюстендил.
Планината е част от Милевско-Конявската планинска група и е разположена между долината на Треклянска река (десен приток на Струма) на североизток, която я отделя от Пенкьовска планина. На югоизток долината на Добридолска река (десен приток на Треклянска река) я отделя от Земенска планина, а на север и северозапад долината на Бъзовичка река (също десен приток на Треклянска река) – от Милевска планина. На запад в района на село Уши чрез седловина висока 1148 м се свързва с Изворска планина. Дължината ѝ от север на юг е около 10 км, а ширината – 6 км. Най-високата ѝ точка връх Бели камък (1356,2 м) е разположен на около 2 км западно от село Габрешевци.
По склоновете ѝ са разположени 7 села: Брест, Габрешевци, Горни Коритен, Долни Коритен, Сушица, Трекляно, Уши. Носи името си от село Долно Кобиле.
По цялото ѝ източно подножие, между селата Трекляно и Сушица, на протежение от 11,8 км преминава участък от третокласен път № 637 от Държавната пътна мрежа Трън – Трекляно – Драговищица.

## Топографска карта
- Лист от карта K-34-58. Мащаб: 1 : 100 000.